# Port de Primorsk
Le port de Primorsk (russe : Порт Приморск, finnois : Koiviston öljysatama) est le plus grand port pétrolier russe de la mer Baltique et le terminus du réseau d'oléoducs de la Baltique.

## Présentation
Le port est situé dans le détroit de Björkösund, entre la Péninsule de Kiperort et les Îles Beriozovye, au sud de la baie de Vyborg du golfe de Finlande, à 5 km au sud-est de la ville de Primorsk.

## Caractéristiques du port
La superficie terrestre du port est de 2,5 km2, sa superficie aquatique est de 32,3 km2.
Le port est équipé pour la manutention de pétroliers jusqu'à 150 000 tonnes, d'une longueur de 307 m, d'une largeur de 55 m et d'une immersion de 15,5 m ; c'est-à-dire des navires venant de l'océan dans la mer Baltique.
En raison de la profondeur limitée dans les détroits danois, les superpétroliers ne peuvent pas accéder à la mer Baltique.
Le port a 9 quais dont la profondeur maximale est de 18,2 m.
Les navires-citernes sont manipulés par six remorqueurs azimutaux : trois remorqueurs 16609 de 2,6 MW et 40 tonnes-force, deux remorqueurs 21110 de 4 MW et 65 tonnes-force et un remorqueur 1233 de 3,7 MW et 64 tonnes-force,.
Le port dispose de 18 réservoirs de stockage de 5 000 tonnes chacun pour le pétrole, ainsi que des réservoirs pour les produits pétroliers légers et un couple pour la décharge d'urgence.
La capacité totale des réservoirs est de 921 000 tonnes et de 240 000 tonnes pour les produits pétroliers légers.

## Galerie

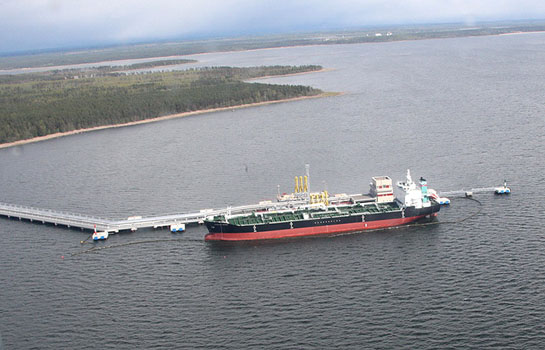
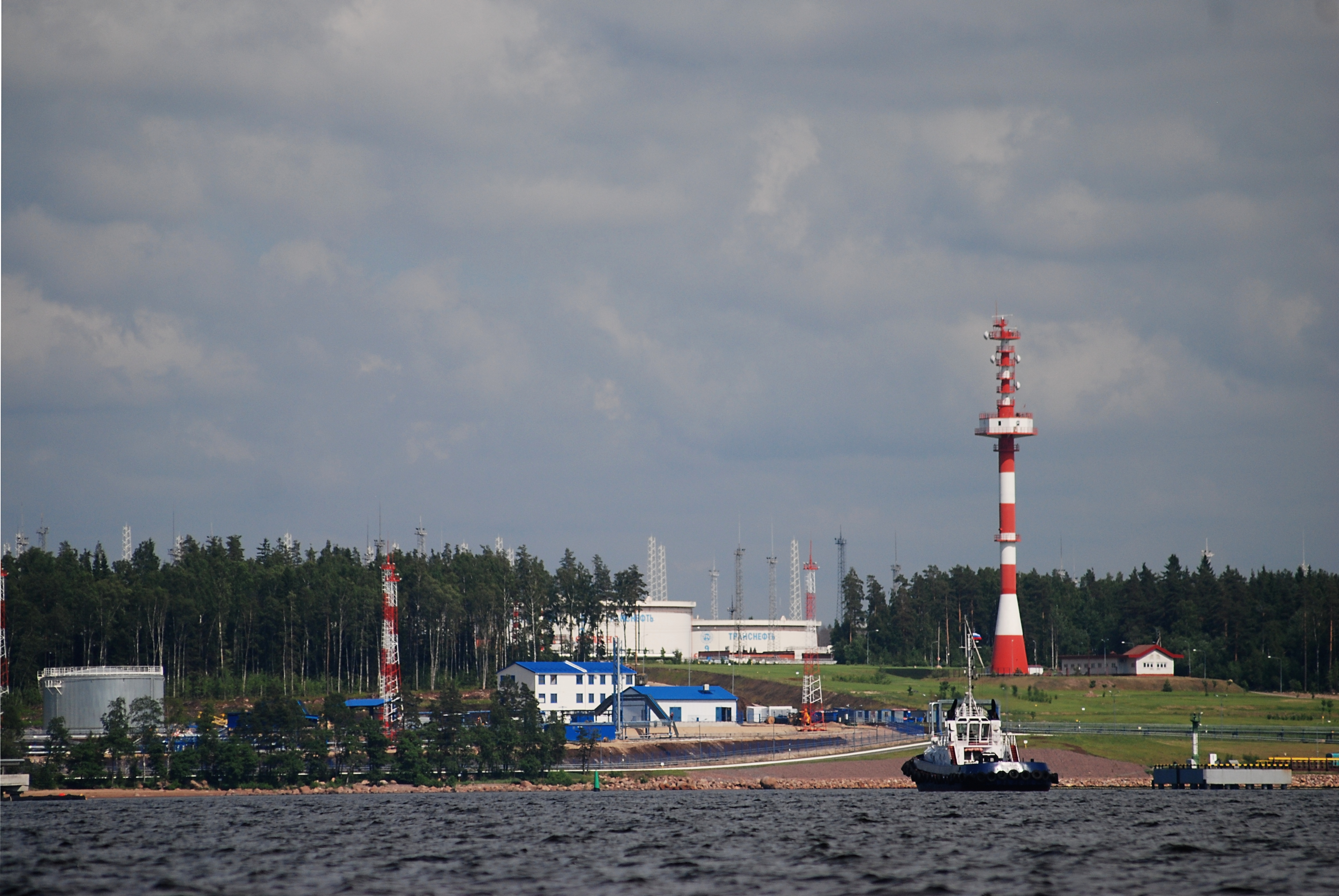

## Statistiques
En millions de tonnes.
|                     | 2002 | 2003 | 2004 | 2005 | 2006 | 2007 | 2008 | 2009 | 2010 |
| Produits pétroliers | —    | —    | —    | —    | —    | —    | 1,56 | 4,25 | 5,81 |
| Pétrole             | 12,4 | 17,7 | 44,6 | 57,3 | 66,1 | 74,2 | 74,0 | 74,9 | 71,7 |
| Total               | 12,4 | 17,7 | 44,6 | 57,3 | 66,1 | 74,2 | 75,6 | 79,2 | 77,5 |

|                     | 2011 | 2012 | 2013 | 2014 | 2015 | 2016 | 2017 | 2018 | 2019 |
| Produits pétroliers | 5,00 | 6,52 | 9,30 | 11,3 | 14,5 | 13,7 | 13,6 | 14,9 | 13,5 |
| Pétrole             | 70,1 | 68,2 | 54,5 | 42,4 | 45,1 | 50,7 | 44,0 | 38,5 | 47,5 |
| Total               | 75,1 | 74,8 | 63,8 | 53,7 | 59,6 | 64,4 | 57,6 | 53,5 | 61,0 |